# Leonie Pilewski-Karlsson

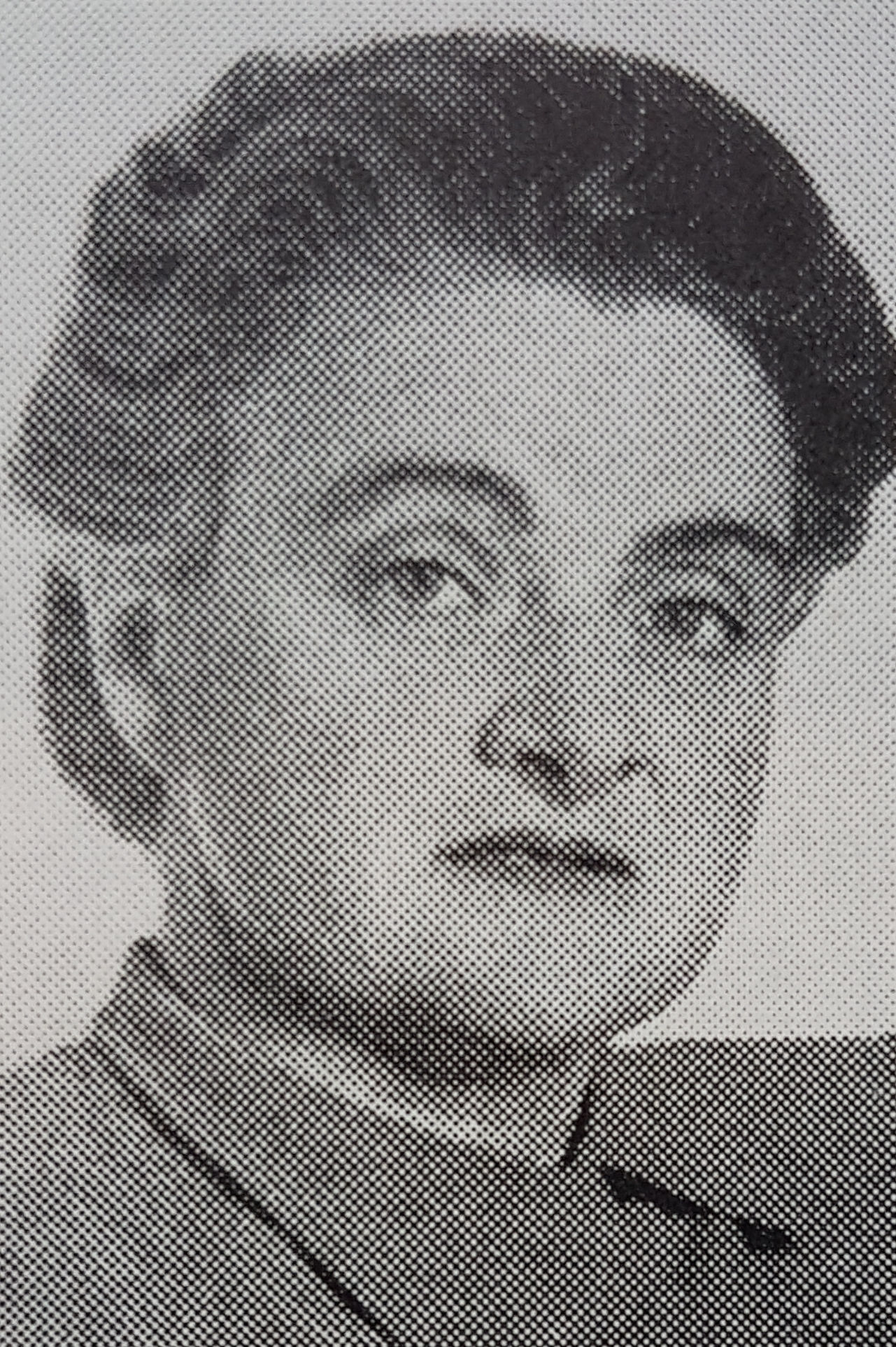
Leonie Pileweski-Karlsson

Leonie Pilewski-Karlsson (geboren 22. Februar 1897 in Winniki als Leonie Pileweski; gestorben 1992 in Stockholm) war eine Architektin und Malerin, die im Kaiserreich Österreich-Ungarn (heute Ukraine) geboren wurde und 1938 nach Schweden emigrierte. Als Malerin signierte sie auch mit Pikarlsson.

## Leben und Werk
Sie war das älteste Kind der Künstlerin Sofie Lubinger (1869–1940) und des Arztes Oskar Pilewski (* 1868). Die jüngere Schwester Wanda (1903–1997) studierte in
den 1920er Jahren Medizin und promovierte nach der Emigration in New York. Ab 1938 arbeitete die Schwester als Psychotherapeutin.
Leonie Pileweski besuchte das Mädchen-Gymnasium in der Rahlgasse 4 in Wien. Sie legte am 30. Mai 1915 die Reifeprüfung ab. Ab 1915 versuchte sie vergeblich, beim Rektorat der Technischen Hochschule Wien eine Zulassung als ordentliche Hörerin für die Maschinenbauschule zu bekommen. Vor dem 7. April 1919 waren Frauen ausschließlich für die Lehramtsausbildung und nur in ausgewählten Fächern als außerordentliche Hörerinnen erwünscht. Ab Oktober 1915 war Pileweski außerordentliche Hörerin im Fach Darstellende Geometrie. 1916 versuchte sie sowohl beim Rektorat als auch direkt beim Unterrichtsministerium eine Zulassung zu technischen Vorlesungen zu erreichen. Beides verlief erfolglos. 1917 gab es für sie die Möglichkeit, an der Deutschen Technischen Hochschule in Brünn als außerordentliche Hörerin Mathematik zu studieren. Die Bedingung, dies als Voraussetzung für ein Lehramtsstudium zu nutzen, ging sie nicht ein. Als Hospitantin besuchte sie im Sommersemester 1917 doch noch Übungen und Vorlesungen der Fächer Mechanik, Mechanische Technologie und Maschinenzeichnen an der Technischen Hochschule Wien. Parallel besuchte sie in den Jahren 1915 bis 1917 an der Universität Wien an der Philosophische Fakultät die Veranstaltungen Chemische Übungen für Anfänger und Grundzüge der botanischen Systematik. Im Herbst 1917 schrieb sie sich als ordentliche Hörerin an der Technischen Hochschule Darmstadt im Fach Maschinenbau ein. Nach einem Jahr wechselte sie das Fach und legte am 9. Mai 1919 erfolgreich die Diplom-Vorprüfung im Fach Architektur ab. Im Wintersemester 1919/20 belegt sie als außerordentliche Hörerin der TH Wien Freihandzeichnen. Nach dem Hauptstudium in Darmstadt fertigte sie bei Karl Hofmann als Diplomarbeit den Entwurf für eine „Achtklassige Mädchenschule mit Direktorenwohnhaus und Schuldienerwohnung“. Das Diplom erhielt sie im Dezember 1922. Während ihrer Zeit in Darmstadt war sie 1918 Gründungsmitglied der mosaisch sozialistischen Gemeinschaft.
Ihre Berufstätigkeit begann sie im Darmstadt sowie Berlin im Bereich Siedlungsbau und Villenbau. In der Skodagasse in Wien richtete sie 1922 bis 1928 ein eigenes Architekturbüro ein. Danach wechselte sie in die Mariahilferstraße. Ihre Entwürfe für Wohnungseinrichtungen wurden bei Führungen des Bundes österreichischer Frauenvereine besichtigt. Zwischen 1926 und 1928 realisierte sie in Moskau Arbeiterheime in Baugenossenschaften. Über das Bauen in der UdSSR publizierte sie in Fachzeitschriften wie Das neue Frankfurt und Die Form (Zeitschrift des Deutschen Werkbunds). Dabei diskutierte sie die sich verändernde sowjetischen Gesellschaft kritisch. Am 25. November 1928 referierte sie im Festsaal des Ingenieur- und Architektenvereins Wien beim Gründungskongress des Bundes der Freunde der Sowjetunion. 1929 war sie Teilnehmerin des Congrès Internationaux d’Architecture Moderne CIAM II „Die Wohnung für das Existenzminimum“ in Frankfurt und im Jahr 1930 des CIAM III „Rationelle Bebauungsweisen“ in Brüssel. 1930 reiste sie nach Arosa und plante Villen und Sanatorien. Vorbild für ihre Gestaltung war die Einfachheit sowie Zweckmäßigkeit der Architektur von Jacobus Johannes Pieter Oud. In der Wiener Werkbundsiedlung richtete sie 1932 das Haus Nr. 1 von Hugo Häring ein. Auf den Ausstellungen des Vereins der Wiener Künstlerinnen präsentierte sie 1933, 1934 und 1936 Möbel. Im Jahr 1934 präsentierte sie, auf Vermittlung von Bruno Kreisky, eigene Gemälde in Stockholm. 1935 arbeitete sie bei Alexander Klein in Haifa.
Leonie Pilewski war Jüdin und nach eigenen Angaben 1933 und 1934 in Wien Mitglied der sozialdemokratischen Partei. Am 12. März 1938, dem Tag nach dem Anschluss Österreichs, floh sie über die Schweiz nach Schweden. Als Architektin arbeitete sie bis in die 1940er Jahre in einer Wohnungsbaukooperative in Stockholm. In der unmittelbaren Nachbarschaft wohnten Josef Frank und dessen Frau Anna, die ebenfalls emigriert waren.
Im Jahr 1940 heiratete sie Olof Karlsson. Sie ließ sich nach kurzer Ehe scheiden, nahm aber die schwedische Staatsbürgerschaft an. Sie war verstärkt als Malerin aktiv und schuf Stillleben und Landschaften in Öl, Pastelle, Gouachen und Aquarelle. Zum Freundeskreis gehört nun auch Lotte Laserstein. Als Leonie Pilewski-Karlsson stelle sie 1944 bis 1958 in der jährlichen Ausstellung in Stockholm, 1947 auf Capri und in der Galerie Feigl in New York aus. Sie stellte in der Galerie Acté in Stockholm und im Midsommargården aus und nahm an der Ausstellung nordischer Künstlerinnen in der Liljevalchs konsthall und an Kollektivausstellungen im Rålambshof teil.

## Schriften (Auswahl)
- Moderne Bauten in Moskau. In: Das neue Frankfurt, 2. Jahrgang 1928, S. 86–90. (Digitalisat)
- Wohnungsbau in Russland. In: Das neue Frankfurt, 3. Jahrgang 1929, S. 31–34. (Digitalisat)
- Neue Bauaufgaben in der Sowjet-Union. In: Die Form, Jahrgang 1930, Heft 9, S. 231–237.
- Die Wohnungspolitik in der Sowjetunion. In: Die Wohnungsreform, 1. Jahrgang 1930, Heft 5, S. 4–7.
- Neuer Wohnungsbau in der Sowjet-Union. In: Die Form, Jahrgang 1931, Heft 3, S. 98–106.
- Der Park der Kultur und Erholung in Moskau. In: Die neue Stadt, 1932, Heft 12, S. 7–8.
- Was hat die moderne Architektin der modernen Frau zu sagen. In: Arbeiter-Zeitung vom 17. Januar 1933, S. 6.

## Werke (Auswahl)
- ohne Jahr Die Terrasse in Capri, Pastell[3]
- ohne Jahr Capri, Aquarell[4]
- 1947 Stillleben mit Lampe und Obst[5]